# شهر اشباح
شهر اشباح (به ژاپنی: 千と千尋の神隠し  Sen to Chihiro no Kamikakushi، به معنی ناپدید شدن سِن و چیهیرو) یک انیمه ژاپنی در ژانر خیال‌پردازی درام، محصول سال ۲۰۰۱، به نویسندگی و کارگردانی هایائو میازاکی و یکی از محصولات استودیو جیبلی است. از صداپیشگان این فیلم می‌توان به رومی هیراگی، ماری ناتسوکی، میو ایرینو، یاسوکو ساواگوچی، تاکشی نایتو، و بونتا سوگاوارا اشاره کرد.
شهر اشباح به عنوان یکی از برترین پویانمایی‌های تمام دوران به حساب می‌آید که توانسته در هفتاد و پنجمین دوره جوایز اسکار برنده جایزه اسکار بهترین فیلم پویانمایی بهترین فیلم پویانمایی، و همچنین برنده جایزه خرس طلایی در جشنواره بین‌المللی فیلم برلین سال ۲۰۰۲، در کنار فیلم «یکشنبه خونین» شود.
شهر اشباح با فروشی معادل ۳۹۵ میلیون دلار موفق‌ترین فیلم در گیشهٔ تاریخ ژاپن بود، و این رکورد را به مدت ۱۹ سال در اختیار داشت، تا اینکه فیلم شیطان‌کش: فیلم کیمتسو نو یائیبا: قطار موگن با فروشی معادل ۵۰۰ میلیون دلار آمریکا در سال ۲۰۲۰ از این انیمه پیشی گرفت و به دومین فیلم پر فروش تاریخ ژاپن تبدیل شد.

## خلاصهٔ آغاز داستان
وقتی چیهیروی ۱۰ ساله به همراه پدر و مادرش برای زندگی از شهری به شهر دیگر می‌رود، ابتدا هیچ چیز به مذاقش خوش نمی‌آید و همه چیز از جمله مدرسه جدیدش برایش احساس تازگی ناخوشایندی دارد ، در راه خانه‌ جدید، چیهیرو و پدر و مادرش برحسب اتفاق به چیزی شبیه بازارچه برخورد می‌کنند اما غافل از اینکه آنجا یک بازارچه معمولی نیست و همین که هیچ کس در آنجا حضور ندارد به اهمیت مشکوک بودن آن قضیه می افزاید. پدر و مادر چیهیرو با دیدن غذاهای لذیذی که در غرفه های بازار وجود دارد هَوَس می‌کنند طعم آنها را بچشند و خیلی زود شروع به پرخوری می‌کنند ، از آنجایی که چیهیرو از اول احساس خوبی نسبت به آنجا نداشته به اصرار پدر و مادرش در مورد مزه کردن غذاها اهمیتی نمی‌دهد و اصرار می‌کند رفتارشان را تمام کنند و به راهشان ادامه دهند اما.....

## شرح داستان
چیهیرو اوگینو، دختر ده‌ساله‌ای است که همراه با پدر و مادرش، آکیو و یُوکو، به سوی خانهٔ جدیدشان سفر می‌کند. آکیو با انتخاب یک میان‌بر، در مقابل تونلی توقف می‌کند که به شهری تفریحی و به‌ظاهر متروکه می‌رسد. یُوکو، با وجود مخالفت‌های چیهیرو، اصرار به کاوش در آن‌جا دارد. پس از یافتن رستورانی خالی اما پر از غذا، والدین چیهیرو بی‌درنگ مشغول خوردن می‌شوند. در ادامه، چیهیرو به کاوش ادامه می‌دهد و به یک گرمابه همگانی عظیم می‌رسد، عبور قطاری را از زیر پلی مشاهده می‌کند و با پسری به نام «هاکو» آشنا می‌شود که به او هشدار می‌دهد پیش از غروب از بستر رود عبور کند. اما با پدیدار شدن ارواح، چیهیرو درمی‌یابد که والدینش به خوک تبدیل شده‌اند و رودخانه‌ای که از آن عبور کرده بود، اکنون پر از آب است و بازگشت ممکن نیست.
هاکو چیهیرو را پیدا می‌کند و به او می‌گوید که از دیگ‌بان حمام، «کاماچی» ــ موجودی یؤکای که فرمانروای سوسوواتاری‌هاست ــ درخواست کار کند. اما کاماچی از کارگری به نام «لین» می‌خواهد چیهیرو را نزد «یوبابا»، جادوگر اداره‌کنندهٔ حمام که والدینش را نفرین کرده و استاد هاکو است، ببرد. یوبابا با تهدید و ترساندن سعی می‌کند چیهیرو را بترساند، اما سرانجام به او قرارداد کاری می‌دهد. هنگام امضای قرارداد با نام 千尋، یوبابا نویسهٔ دوم نام او را حذف کرده و نامش را به سن (千) تغییر می‌دهد. چیهیرو به‌تدریج نام واقعی‌اش را فراموش می‌کند و هاکو توضیح می‌دهد که یوبابا از طریق گرفتن نام، افراد را کنترل می‌کند؛ اگر کاملاً نامش را فراموش کند ــ همان‌گونه که خودش روزی کرد ــ دیگر هرگز قادر به ترک دنیای ارواح نخواهد بود.
کارگران گرمابه ــ به‌جز کاماچی و لین ــ اغلب سن را مسخره می‌کنند. در حین کار، او موجودی خاموش به نام «بی‌چهره» را به اشتباه مشتری پنداشته و به داخل دعوت می‌کند. نخستین مشتری واقعی سن، روح رودخانه‌ای آلوده است. سن پس از تمیز کردن او، تکه‌ای قی‌آور جادویی به‌عنوان قدردانی دریافت می‌کند. در این میان، بی‌چهره به کارگران حمام طلا می‌دهد، که از روح رودخانه تقلید کرده، و در ازای آن غذا می‌خواهد. اما وقتی سن طلا را نمی‌پذیرد و او را ترک می‌کند، بی‌چهره با خشم چند کارگر را می‌بلعد.
سن شاهد حملهٔ شیکیگامی‌هایی به یک اژدها می‌شود و درمی‌یابد که آن اژدها، هاکوی دگرگون‌شده است. زمانی‌که هاکوی زخمی به پنت‌هاوس یوبابا سقوط می‌کند، سن به‌دنبالش می‌رود. یکی از شیکیگامی‌هایی که بر پشت او پنهان شده بود، به «زنیبا» ــ خواهر دوقلوی یوبابا ــ تبدیل می‌شود که پسر یوبابا، «بو»، را به موش تبدیل کرده و نسخه‌ای جعلی از او می‌سازد. زنیبا به سن می‌گوید که هاکو مُهر طلایی جادویی‌ای را از او دزدیده که دارای نفرینی مرگبار است. هاکو به شیکیگامی حمله می‌کند و زنیبا ناپدید می‌شود. پس از سقوط به اتاق دیگ‌خانه، سن بخشی از قی‌آور را به او می‌دهد تا مهر و یک کرم انگل‌مانند را بالا بیاورد که سن با انزجار آن را می‌کُشد.
سن تصمیم می‌گیرد مهر را به زنیبا بازگرداند و از او پوزش بخواهد. او با بی‌چهرهٔ بادکرده روبه‌رو شده و باقی قی‌آور را به او می‌دهد تا کارگران بلعیده‌شده را بالا بیاورد. بی‌چهره سن را دنبال می‌کند و لین کمک می‌کند تا از حمام خارج شوند. سن، بی‌چهره و بو با بلیت‌هایی که کاماچی داده، سوار قطار می‌شوند تا به دیدار زنیبا بروند. در این میان، یوبابا تقریباً دستور قربانی‌کردن والدین سن را صادر می‌کند، اما هاکو فاش می‌کند که بو ناپدید شده و پیشنهاد می‌دهد در ازای آزادی سن و خانواده‌اش، او را بازگرداند. یوبابا می‌پذیرد، اما به شرط آن‌که سن آزمون نهایی را بگذراند.
سن به دیدار زنیبا می‌رود. زنیبا برای او یک بند جادویی مو می‌سازد و فاش می‌کند که یوبابا از کرم برای کنترل هاکو استفاده می‌کرده است. سپس هاکو در قالب اژدها سن و بو را بازمی‌گرداند، در حالی‌که بی‌چهره تصمیم می‌گیرد نزد زنیبا بماند. در میانهٔ پرواز، سن به یاد می‌آورد که زمانی در کودکی به درون رودخانهٔ «کوهارو» افتاده و سالم به ساحل رسیده بود، و هویت واقعی هاکو را حدس می‌زند: روح رودخانهٔ کوهارو (ニギハヤミ コハクヌシ Nigihayami Kohakunushi).
هنگامی‌که به گرمابه بازمی‌گردند، یوبابا سن را می‌آزماید تا در میان گروهی از خوک‌ها، پدر و مادرش را شناسایی کند. سن پاسخ می‌دهد که هیچ‌یک از خوک‌ها والدینش نیستند، و با درست بودن پاسخ، قراردادش از بین می‌رود و نام واقعی‌اش به او بازگردانده می‌شود. هاکو او را تا بستر خشک‌شدهٔ رود همراهی کرده و قول می‌دهد دوباره یکدیگر را ببینند. چیهیرو از بستر رود عبور کرده و نزد والدینش بازمی‌گردد. اندکی پیش از ترک مکان برای رفتن به خانهٔ جدید، چیهیرو به پشت سر نگاه می‌کند، در حالی‌که بند مویش که از زنیبا هدیه گرفته، همچنان سالم است.